# Cardamine bipinnata
Cardamine bipinnata là một loài thực vật có hoa trong họ Cải. Loài này được (C.A.Mey.) O.E.Schulz mô tả khoa học đầu tiên năm 1903.